# Szentpétervári Állami Mérnök-közgazdász Egyetem
A Szentpétervári Állami Mérnök-közgazdász Egyetem (oroszul: Санкт-Петербургский государственный инженерно-экономический университет (ИНЖЭКОН), korábban Ленинградский инженерно-экономический институт (ЛИЭИ)) – 1906-2012 között Szentpéterváron működő egyetem, amely a mérnöki és közgazdasági tudományokra specializálódott. Oroszország legrégibb és legnagyobb mérnök-közgazdász egyeteme. Az intézményben jelentős számú magyar hallgató is végzett.

## Története
Alapításának előzménye a Mihail Vlagyimirovics Pobegyinszkij által 1897-ben a Nyevszkij proszpekt 102. alatti épületben indított magánszámviteli kurzusig nyúlik vissza. A kurzus az orosz miniszterelnök, Szergej Juljevics Vitte által kidolgozott gazdasági oktatási rendszeren alapult. Ez az oktatási intézmény magas szakmai színvonalával és gyakorlati irányultságával tűnt ki a hasonló jellegű tanintézetek közül. Az alapító 1904-ben a gyorsan fejlődő oroszországi kereskedelem és ipar igényeire összpontosítva a németországi felsőoktatási intézmények programjait mintának tekintve megreformálta a szakemberképzési rendszert.
Az intézmény 1906-ban kapta meg a felsőoktatási intézmény státuszát, és a M. V. Pobegyinszkij Felsőfokú Kereskedelmi Tanfolyamai (Высшие коммерческие курсы М. В. Побединского) nevet vette fel. A jogelődséget figyelembe véve ez az év tekinthető a felsőoktatási intézmény megalapítása évének. Az első évben 70 hallgató kezdte meg tanulmányait.
A felsőoktatási kurzusokon számos fővárosi felsőoktatási intézmény legjobb tanárai tartottak előadásokat: Jevgenyij Viktorovics Tarle, Alekszandr Alekszandrovics Kornyilov, V. N. Szperanszkij, N. A. Blatov; az Ideiglenes Kormány pénzügyminiszterei, Andrej Ivanovics Singarjov, Mihail Vlagyimirovics Bernackij és mások. Az itt előadott felsőfokú kereskedelmi képzések magas színvonalú közgazdasági képzést nyújtottak, népszerűek voltak a számviteli, kereskedelmi, ipari és banki képzést kívánók körében.
1917-ben az intézmény neve Pobegyinszkij Kereskedelmi és Ipari Intézetre (Торгово-промышленный институт М. В. Побединского) változott. A szovjet kormány később államosította ezt a magánoktatási intézményt, és 1919-ben a Friedrich Engels Népgazdasági Intézet (Институт народного хозяйства имени Фридриха Энгельса) része lett.
Az 1924/1925-ös tanévben az Intézet csak három szakot indított, amelyek a közigazgatási-pénzügyi; kereskedelmi és szövetkezeti területekre fókuszáltak. Az ország vezetése ebben az évben úgy döntött, hogy „a közgazdászok képzését mind az ipar, mind a kereskedelmi, pénzügyi, tervezési és statisztikai testületek számára radikálisan javítani kell; ... konkrétabb célt kell adni a megfelelő egyetemeknek, karoknak, tanszékeknek a népgazdaság szükségleteivel kapcsolatban”.
Ennek eredményeként az Új gazdaságpolitika igényei alapján új tantervet dolgoztak ki, és 1926-ban a Leningrádi Népgazdasági Intézetben (LINH) (Ленинградский институт народного хозяйства (ЛИНХ)) önálló Ipari Osztály jött létre, amelynek végzősei lettek a Szovjetunió első mérnök-közgazdászai. 1930. június 26-án az Ipari Osztályt Ipari és Munkaügyi Intézetté szervezték át, majd 1930. augusztus 21-én a Leningrádi Mérnök-közgazdász Intézet (LIEI) (Ленинградский инженерно-экономический институт (ЛИЭИ) nevet kapta. Egyes publikációkban – figyelmen kívül hagyva a jogelődöket – ezt az évet tekintik hivatalosan az intézmény alapítása évének. A háború előtti években a LIEI kifejlesztett egy olyan multidiszciplináris műszaki, gazdasági oktatási rendszert, amelyet egészen az 1980-as évekig követett. Ezáltal az oktatási intézményben egy teljesen új irányt hoztak létre, a műszaki, a technológiai és a gazdasági ismeretek kombinációját.
Az intézmény Friedrich Engels, majd 1931–1957 között az egykori szovjet miniszterelnök, Vjacseszlav Mihajlovics Molotov nevét viselte. 1964-től az olasz kommunisták vezetőjéről, Palmiro Togliattiról nevezték el.
1930-ban megszervezték a posztgraduális iskolát, majd egy évvel később megtörténtek az első szakdolgozatvédések. Sokan azok közül, akik ebben az évtizedben védték disszertációjukat, később kiemelkedő tudósokká váltak, és sok éven át a LIEI-nél dolgoztak, például L. D. Jahnyin, D. I. Fis, Sz. A. Volkov, R. Ja. Brilj docensek, I. V. Hofman professzor, Lev Alekszandrovics Melentyev akadémikus, K. G. Tatyevoszov professzor és mások.
1931–1936 között saját folyóiratot adott ki Inzsenyer-ekonomiszt (ИНЖЕНЕР-ЭКОНОМИСТ) címen, amelynek példányai megtalálhatók Szentpéterváron az Orosz Nemzeti Könyvtárban.
A második világháború alatt, 1942-ben az intézetet evakuálták. A tanárok és a diákok 1944-ben térhettek vissza, és folytathatták a tanulmányaikat. A háború utáni időszakban olyan híres tudósok dolgoztak az intézetben, mint K. G. Tatyevoszov, L. A. Melentyev, Sz. I. Szolncev, Viktor Valentyinovics Novozsilov, V. M. Joffe és mások.
1964–1992 közötti időszak az oktatási programok bővülésének időszaka lett. Három új kar jelent meg: 1964-ben a Termelésautomatizálási Kar, 1968-ban a Városgazdasági és Építőipari Kar, 1974-ben a Gépjárműközlekedési Kar. Az intézet a képzés mellett tudományos alapkutatást is végzett, és számos területen nemzetközi együttműködést alakított ki.
Az Intézet 1973-ban mérnöki, gépészmérnöki, vegyészmérnöki, építési és városgazdálkodási, a termelésirányítás automatizálása szakokat indított. Az 1972/1973-as tanévben az intézetben 4 ezer hallgató tanult, 270 tanár dolgozott, köztük 20 professzor és 145 kandidátus. Az Intézet megkapta a jogot, hogy doktori, illetve kandidátusi védéseknek adjon otthont.
Az intézetben 1990-ben az alábbi karok működtek: gépészmérnöki, kémiai, építőipari- és bányászati, termelésirányítás automatizálása, közúti szállítási, valamint három ipari kutatólaboratórium és információs és számítástechnikai központ állt az oktatók és a hallgatók rendelkezésére, ahol az 1989/1990-es tanévben mintegy 5 ezer hallgató tanult. Az intézethez kapcsolódik A. L. Melentyev akadémikus, közgazdász, a Szocialista Munka Hőse, valamint a Lenin-díjas Viktor Valentyinovics Novozsilov tevékenysége. Az Intézet 1981-ben „a nemzetgazdasági szakképzett szakemberek képzésében és a tudományos kutatás fejlesztésében végzett szolgálataiért” megkapta a „Znak Pocseta” (Becsületrend) kitüntetést.
1991-ben a LIEI rendezte a nemzetközi közgazdasági diákolimpiát, ebből az alkalomból az egyetem emlékérmet bocsátott ki.
1992-ben az Intézet új neve Szentpétervár Állami Mérnök-közgazdász Akadémia lett. Alekszandr Ivanovics Mihajluskin rektor kezdeményezte az egyetem reformját: új karok jelentek meg (idegenforgalmi, vállalkozói és pénzügyi, jogi és gazdaságbiztonsági), jelentősen nőtt a hallgatók és az elhelyezésükre szolgáló épületek száma.
Elnevezése 2000-től Szentpétervári Állami Mérnök-közgazdász Egyetem (INZSEKON) (oroszul: Санкт-Петербургский государственный инженерно-экономический университет (ИНЖЭКОН)) formára változott. Az intézmény 2012-ben Oroszország öt legerősebb egyeteme közé tartozott.

## Centenáriumi ünnepségsorozat
Az egyetem fennállásának 100. évfordulójára az orosz miniszterelnök rendeletet adott ki, hogy az Orosz Föderáció Oktatási és Tudományos Minisztériuma hozzon létre egy szervezőbizottságot, dolgozzon ki és hagyjon jóvá ebből az alkalomból egy ünnepi programot. Az évforduló tiszteletére 12 órakor, amikor a Péter-Pál-erőd ágyúja a delet jelzi híres lövésével, Mihajluskin professzor, az egyetem rektora kapott lehetőséget e „déli lövés” leadására. Ezt a töltényhüvelyt az egyetem történeti múzeumában őrzik. Az ünnepségen jelen voltak az egyetemalapító, Mihail Pobegyinszkij leszármazottai, rokonai.
A 2006-ban rendezett tudományos tanácskozáson elhangzott, hogy abban az évben 6 irányban (bölcsészettudományi, társadalomtudományi, közgazdasági és menedzsment, ipari automatizálás és irányítási, számítógép-tudományi, valamint számítógépes mérnöki) 10 karon 28 szakon történt az oktatás. Abban az évben az intézménynek mintegy 26.000 hallgatója volt. A képzéseket 1547 tanár biztosította, köztük 209 tudományok doktora, 715 kandidátus. Közülük 10-en Oroszország kiemelkedő tudósai, és 35-en a tudományos akadémiák teljes jogú tagjai. A 100. évforduló évében az egyetemen 4 épületben posztgraduális, doktori, illetve mesterképzés folyt, a diákok elhelyezésére 4 kollégium állt rendelkezésre.
A legjobb hallgatók külföldön az akadémiai csereprogramokban vehettek részt. Az egyetemnek van egy sportkomplexuma medencével, edzőteremmel, szaunával, és van egy nemzetközi képzési központja. Működnek hallgatói szervezetei, valamint az AIESEC és az ESTIEM. Az egyetemi könyvtár állománya több mint 750 ezer példány, ebből az ismeretterjesztő irodalom állománya több mint 660 ezer, az itt található tudományos publikációk száma meghaladja a 82 ezer példányt. 1906-ban az egyetlen technikai segédeszköz az abakusz volt, ma már 1200 nyílt internet hozzáféréssel rendelkező számítógépet használhatnak a hallgatók.
A centenárium alkalmából Oroszország elnöke köszöntőjében az egyetemet az Orosz Föderáció gazdasági oktatása zászlóshajójának nevezte. Az ünnepi alkalomból a világ minden tájáról érkeztek gratulációk az egyetemhez – volt hallgatóitól, mindenkitől, akivel üzleti kapcsolatban állt, többek között a világ 40 külföldi egyeteméről.

## A fejlődés további lépcsőfokai
2007-ben az oktatás már 10 karon folyt (bölcsészettudományi, gazdasági és menedzsment információs rendszerek, általános menedzsment, jogi és gazdaságbiztonsági, vállalkozási és pénzügyi, regionális gazdasági és gazdálkodási, turisztikai és szállodagazdálkodási, gépészmérnöki közgazdaság- és menedzsment, közgazdaságtudományi és közlekedésirányítási, valamint vegyipari és környezetgazdálkodási közgazdasági és menedzsment).
Az egyetem 2012-ben 9 épületben, 12 karral és 41 tanszékkel működött, ahol több mint 27 ezer 200 hallgató tanult 33 szakon, 9 alapképzési és 6 mesterképzési területen. Képzésüket mintegy 1000 tanár biztosította, akik közül több mint 170 volt a tudomány doktora és professzora, több mint 500 a tudományok kandidátusa és egyetemi docense, közülük 14-en az Orosz Föderáció elismert tudósai, és az oktatók közül több mint 40-en rendes vagy levelező tagjai hazai és külföldi tudományos akadémiáknak.
Az egyetem rangos felsőoktatási intézmény a közgazdaságtan, menedzsment, üzleti informatika, információbiztonság, információs rendszerek és technológiák, alkalmazott számítástechnika, reklám- és PR, szállodamenedzsment, állam- és önkormányzati igazgatás, külföldi regionális tanulmányok, nemzetközi kapcsolatok, szolgáltatás, szociológia, vám, árutudomány, kereskedelem, turizmus, minőségirányítás, személyügyi menedzsment, közlekedési és technológiai gépek és komplexumok üzemeltetése, valamint a jogtudomány területén. 2012-ben jelentős tudományos központ volt, amely a tudományos tevékenység 21 fő területén folytatott alap-  és alkalmazott kutatásokat. Ebben az évben az Egyetemet a Turisztikai Világszervezet tagjává fogadták. Az egyetem kirendeltségei Anadirban, Apatitiben, Viborgban, Vologdában, Kizljarban, Pszkovban, Tverben, Csebokszáriban és Cserepovecben működnek, valamint képviseleti irodát tart fenn Dubajban (Egyesült Arab Emírségek) a Knowledge Village zónában. 103 külföldi egyetemmel és szervezettel működik együtt, többek között Európa vezető egyetemeivel az akadémiai mobilitás és a kettős diploma programok keretében. Az egyetem egyike a világ rangos felsőfokú gazdasági tanintézeteinek.

## Összeolvadás a Közgazdasági és Pénzügyi Egyetemmel
2012-ben a Szentpétervári Állami Mérnök-közgazdász Egyetem (INZSEKON), az 1930-ban alapított Szentpétervári Állami Közgazdasági és Pénzügyi Egyetem (FINEK) (Санкт-Петербургский государственный университет экономики и финансов (ФИНЭК)) valamint a viszonylag fiatal, 1999-ben alapított Szentpétervári Állami Szolgáltatási és Gazdasági Egyetem (SZPbGUSZE) (Санкт-Петербургский государственный университет сервиса и экономики (СПбГУСЭ)) összeolvadásából jött létre a Szentpétervári Állami Gazdasági Egyetem (SZPbGEU) (Санкт-Петербургский государственный экономический университет (СПбГЭУ)). Az egyetem központi épülete Szentpétervár történelmi központjában található, az egykori Orosz Birodalom Állami Bankjának épületében, amely 1790-ben épült Giacomo Quarenghi tervei alapján. Az épület építészeti műemlékként állami védelem alatt áll. Az egykori Assignation Bank együtteséhez tartozik a Gribojedov-csatornán átívelő Bankhíd. A hidat négy griff figura díszíti – hatalmas oroszlánok nagy szárnyakkal. Ez a szárnyas oroszlán az új egyetem címerében is megtalálható.
Az új összevont egyetem hallgatóinak száma már a kezdeti szakaszban elérte a 35 ezret, a tudományos iskolák száma pedig a 25-öt.

## Az egyetem épülete
1930-tól az egyetem első, majd később is főépülete, Szentpéterváron a Кузнечный переулок és az улица Марата sarkán (улица Марата, 27) található, mely épület Oroszország történelmi emlékhelye, Oroszország regionális kulturális örökségi helyszíne. Az épület 1912–1914 között Nyikolaj Mihajlovics Proszkurnyin és L. I. Katonyin építészek tervei alapján készült neoklasszicista stílusban, amely a városnak erre a központi részére nem jellemző, ezért magára vonja a figyelmet. Eredetileg az M. A. Lohvickaja-Szkalon Felsőfokú Női Természettudományi Tanfolyamai és Gimnáziuma működött benne. Miután 1919-ben a forradalmárok az épületet elkobozták, itt kapott helyet a Harmadik Pedagógiai Intézet, valamint a Pobegyinszkij Kereskedelmi és Ipari Intézetet” magába olvasztó Friedrich Engels Népgazdasági Intézet, majd 1930-as megalapításakor a Leningrádi Mérnök-közgazdász Intézet (LIEI).
Ebben az épületben tartották az akkor használt julián naptár szerint 1917. április 22-én (a Gergely-naptár szerinti május 5-én) az orosz szociáldemokrata munkáspárt (bolsevikok) első petrográdi városi konferenciájának záró ülését. Ezt követően ugyanebben az épületben tartották 1917. április 24-29. (május 7-12.) között az orosz szociáldemokrata munkáspárt (bolsevikok) VII. (áprilisi) összorosz konferenciáját, amelynek előestéjén ismertette Lenin egy belső pártmegbeszélésen az áprilisi téziseit, mely a konferencia alapját képezte, és meghatározta a szocialista forradalom felé vezető utat. E történelmi esemény miatt lett kulturális örökségi helyszín, történelmi emlékhely. Az eseményt az egyetem falán emléktábla örökíti meg.

## Neves tanárok
Az intézményben dolgozott a közgazdasági Nobel-emlékdíjas Leonyid Vitaljevics Kantorovics szerzőtársa Aron Grigorjevics Pinszker professzor. Itt fejlesztették ki az üzleti játékok elméletét, amely aztán elterjedt az egész világon. Szerzője Marija Mironovna Birstejn egyetemi tanár volt. Ugyanezen az egyetemen tanított az energetika kiemelkedő szakembere, Lev Alekszandrovics Melentyev akadémikus, de mindenképpen említést érdemel Sz. I. Szolncev és M. I. Bogolepov, a Szovjet Tudományos Akadémia tagjai.

## Neves diákok
1917-ben az Ideiglenes Kormány miniszterei között voltak olyan diplomások, akik ebben az oktatási intézményben végeztek, de a kormánytagok között később is találni olyat, aki itt szerezte a diplomáját, például Leonyid Rejman, aki az orosz kormány kommunikációs minisztere lett. Más híres embereket is ez az intézmény bocsátott útjára, például Anatolij Csubajsz közgazdász, politikus, Alekszej Mordasov milliárdos vállalkozó, a Severstal vállalatcsoport vezérigazgatója. De Szemjon Szpivak, Oroszország népművésze, a Fontankai Ifjúsági Színház művészeti igazgatója is ezen az egyetemen végzett. Ezen az egyetemen tanult Jevgenyij Pluscsenko műkorcsolyázó bajnok és edző is. Említést érdemel még Lev Zajkov, a kommunista Leningrádi Városi Végrehajtó Bizottság első titkára, Grigorij Kubatjan utazó, újságíró, Szergej Artyemjev portréművész.